# Hřib borový
Hřib borový (Boletus pinophilus Pilát & Dermek) je výborná jedlá houba z čeledi hřibovitých, vhodná ke konzumaci ve všech úpravách. Houbaři je oblíbená zejména pro svoji masitost a malou červivost. V období posledních let je v České republice její výskyt stále řidší.
Hřib borový je bioakumulátor těžkých kovů rtuti. Ke snížení rizika se doporučuje vyhnout se sběru v blízkosti znečistěných oblastí, dolů, tavicích pecí a silnic. Navíc by póry měly být před požitím odstraněny, jelikož obsahují největší koncentraci znečištěných látek.
Houba je z hlediska ohrožení v České republice řazena do kategorie VU (zranitelný), měla by být tedy chráněna a ne sbírána ke konzumaci.

## Synonyma
- Boletus aestivalis var. pinicola (Vittad.) Sacc. 1910
- Boletus edulis f. pinicola (Vittad.) Vassilkov 1966
- Boletus edulis subsp. pinicola (Forst.) Gilb.
- Boletus edulis var. pinicola Vittad.
- Boletus pinicola (Vittad.) A. Venturi 1863

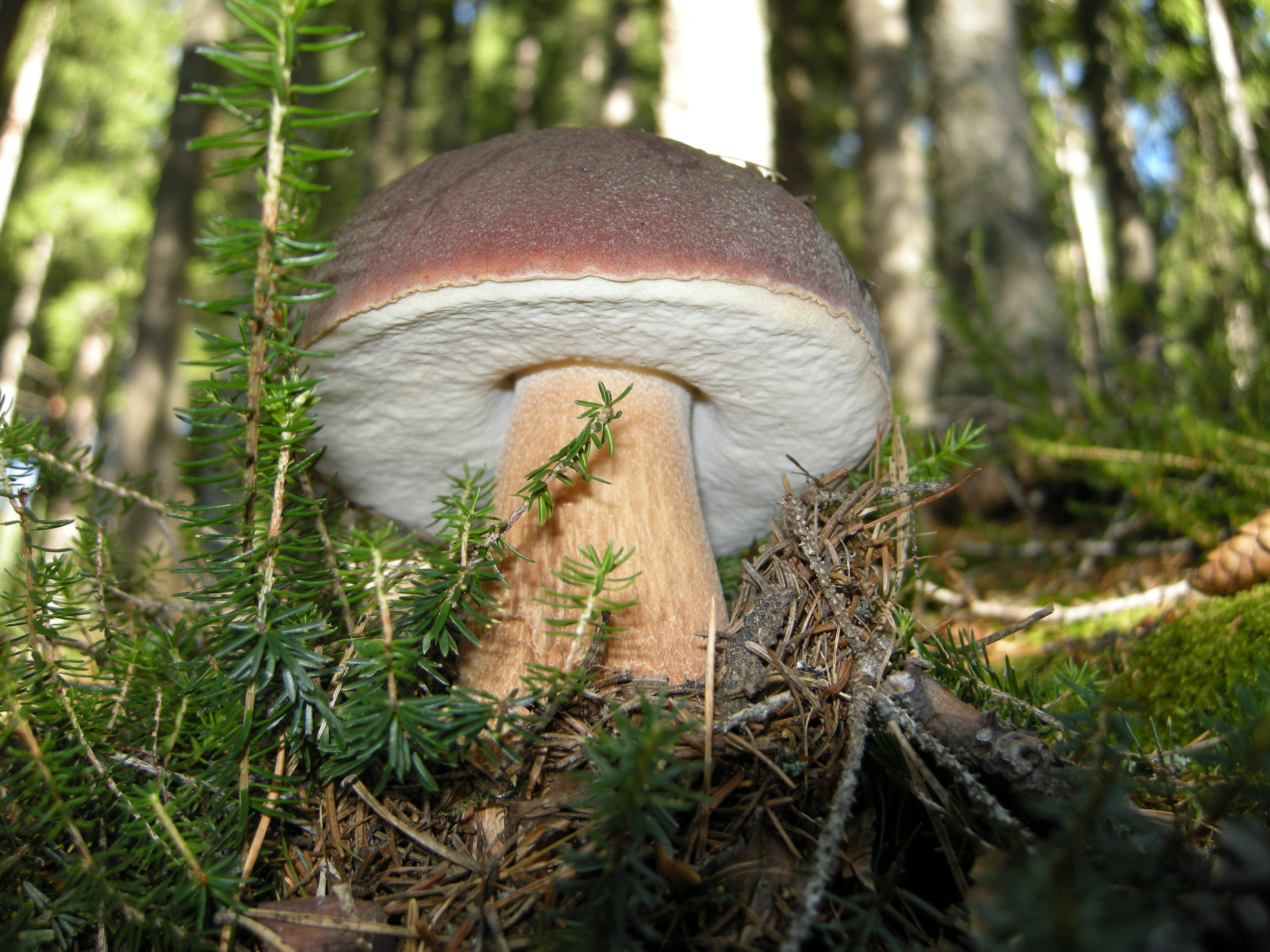
Pokožka přesahuje okraj klobouku

- Dictyopus edulis var. fuscoruber Forqu 1890
- Oedipus edulis var. fuscoruber Bat.
- Tubiporus edulis subsp. pinicola Maire

- lidově také podborovák, sosňák, kamenáč, borák[5]

## Vzhled

### Makroskopický
Klobouk má tlustě masitý, 6–30 cm široký, v mládí polokulovitě sklenutý, v dospělosti ploše rozložený až polštářovitý, na povrchu nerovný, hrbolatý a drobně svraskalý, jakoby sametový, v mládí bělavě ojíněný a někdy při okraji světle růžový. Barva klobouku se červenohnědá až sytě kaštanová. Pokožka v dospělosti jako tenounká blanka přesahuje trochu okraj klobouku.
Rourky jsou v mládí bělavé a pak žlutozelené, ve stáří až skoro zelené nebo olivové, až 25 mm vysoké. Póry jsou drobné, okrouhlé, u třeně nahnědlé, jinak stejně zbarvené jako rourky.
Třeň je 7–17 cm dlouhý a 4–10 cm široký, tvrdě masitý, dole výrazně (zejména v mládí) jakoby napuchlý, tedy kyjovitý, v mládí až kulovitý, okrový až světle hnědý, s načervenalým nádechem a s jemnou, hustou síťkou, bělavé barvy a to hlavně v horní polovině třeně.
Dužnina je tuhá, bílá, pod pokožkou klobouku vínově načervenalá nebo červenohnědá, na řezu barvu nemění. Vůně a chuť jsou příjemně houbové.

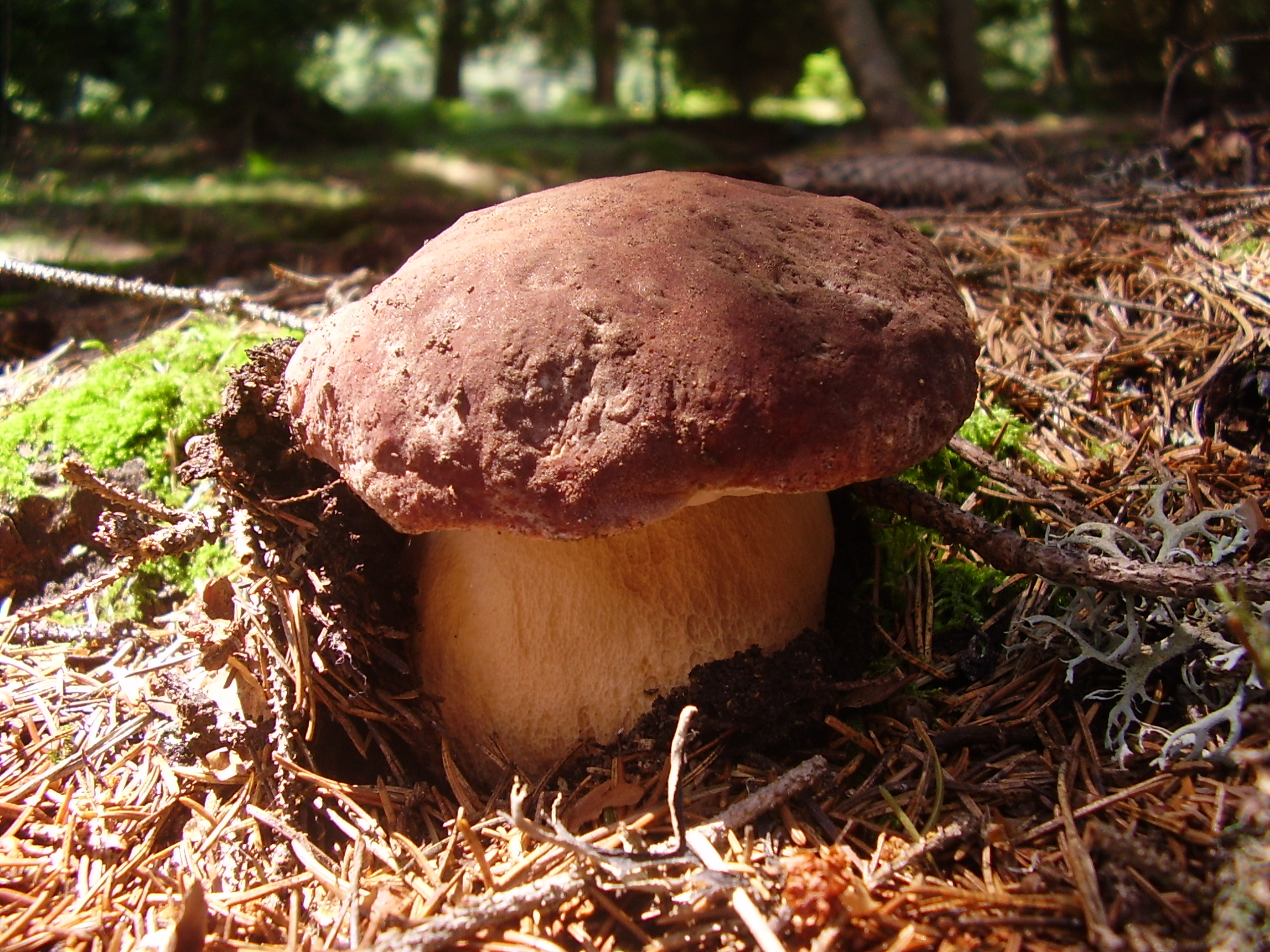
Klobouk je na povrchu hrbolatý

### Mikroskopický
Výtrusy jsou 12–17 × 4–5 μm velké, hnědavé barvy.

## Výskyt
Hřib borový roste od jara do podzimu (květen-říjen) v borových nebo smíšených lesích od nížin až do hor a to až do výšky 2000 m. Tvoří mykrohizu s borovicí lesní, ale vzácně ho můžeme najít i pod jinými jehličnany nebo i listnáči. Preferuje především staré borové lesy a písčité nebo hlinitopísčité půdy. Zajímavostí je, že má stejné stanoviště výskytu jako mechovka obecná (Clitopilus prunulus), která se však na stanovišti vyskytuje cca o 2 dny dříve.

## Nejčastější záměny
Hřib borový je pro svůj charakteristický vzhled těžko zaměnitelný za jiný druh. Podobný je mu taktéž jedlý hřib bronzový, který je však v České republice velice vzácný a liší se tmavším zbarvením třeně a klobouku (ten je až šedočerný) a tím, že roste hlavně pod duby a pouze v teplých nížinách a pahorkatinách. Zaměnit ho lze ještě za hřib smrkový nebo hřib dubový, které však nemají hrbolatý červenohnědý klobouk.

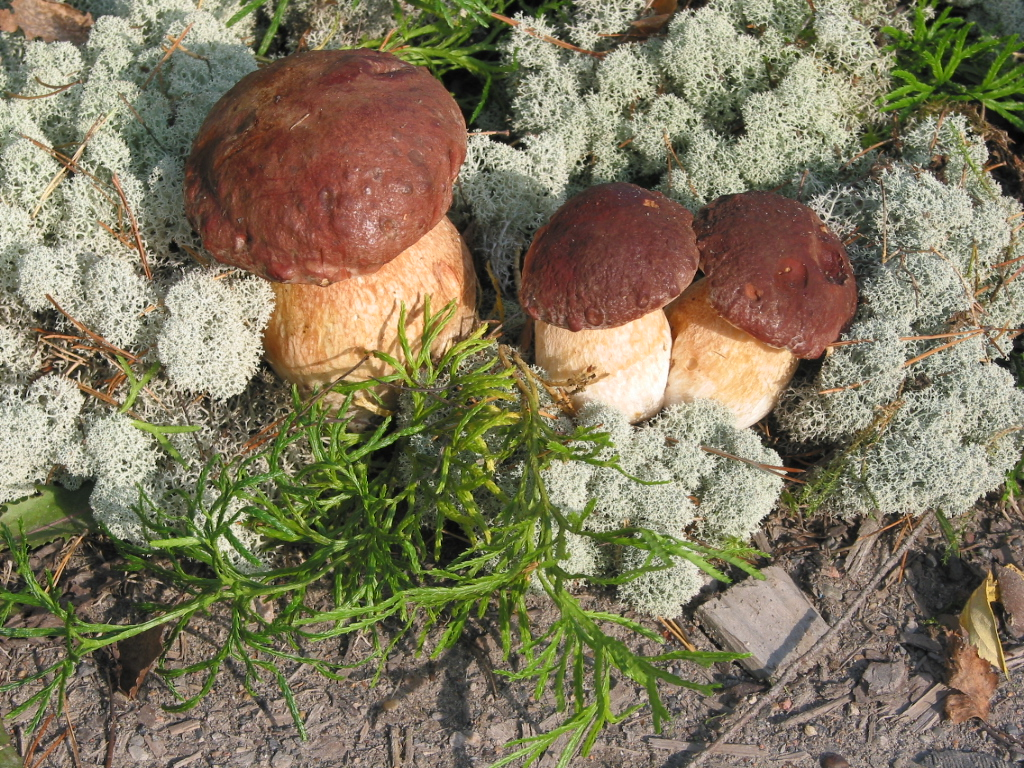
Třeň je v mládí kulovitý